# Shrewton
Shrewton – wieś w Anglii, w hrabstwie Wiltshire. Leży 15 km na północny zachód od miasta Salisbury i 129 km na zachód od Londynu.